# Phiala flavipennis
Phiala flavipennis är en fjärilsart som beskrevs av Hans Daniel Johan Wallengren 1875. Phiala flavipennis ingår i släktet Phiala och familjen Eupterotidae. Inga underarter finns listade i Catalogue of Life.